# Offemont
Offemont település Franciaországban, Territoire de Belfort megyében. Lakosainak száma 4054 fő (2022. január 1.). Offemont Éloie, Belfort, Denney, Valdoie és Vétrigne községekkel határos.

## Népesség
A település népességének változása:
| Lakosok száma | 3539 | 3843 | 4091 | 4108 | 4179 | 4219 | 4164 | 4109 | 4054 |
|               | 2013 | 2015 | 2016 | 2017 | 2018 | 2019 | 2020 | 2021 | 2022 |